# Kobberalder
Kobberalderen, æneolitikum eller kalkolitikum er en periode mellem stenalder og bronzealder i bl.a. Egypten og store dele af Europa, men næppe i Danmark.
I 2020 blev der dog rejste debat om hvorvidt det i Danmark giver mening at tale om en egentlig kobberalder, der begyndte omkring 3800 – 3500 f.Kr.
Af ukendte årsager var brugen af kobber i Danmark dog kortvarig, og en mulig dansk kobberalder blev tilsyneladende afløst af yderligere 1500 års stenalder, før metalforarbejdning igen blev udbredt i den danske bronzealder (ca. 1800 f.Kr.).